# Битва при Макте
Битва при Макте (фр. Bataille de la Macta) — сражение 28 июня 1835 года, состоявшееся между французскими войсками генерала Камиля Альфонса Трезеля и берберскими повстанцами эмира Абд аль-Кадира во время французского завоевания Африки.

## Предыстория
26 июня генерал Трезель покинул Оран во главе 2500 человек, чтобы напасть на Абд аль-Кадира. Генерал обосновался в лагере Фигье, в двух лигах к югу от Орана. С этой позиции он написал эмиру письмо с требованием публично отказаться от всех прав сюзеренитета над племенами дуэр и смела. Эмир ответил, что его религия не позволяет ему оставить мусульман под властью Франции и что он не прекратит преследование мятежных племен, где бы они ни нашли убежище. Это было объявление войны. После некоторых колебаний Трезель решил перейти в наступление. Французские войска покинули свои окопы в четыре часа утра и вошли в лес Мулей-Исмаэль. 

## Ход битвы
Внезапно авангард был атакован многочисленной кавалерией эмира и в одно мгновение оказался окруженным со всех сторон. Затем он в беспорядке отступил к основным частям колонны. Весь день был посвящен наблюдению за противником, которого было в четыре раза больше. Генерал Трезель решил отступить. Отряд, окруженный стрелками, двинулся на равнину Джейрата. Как только эмир увидел это движение, он пустился в погоню с восемью-десятью тысячами кавалеристов и полторы тысячи пехотинцев.
Вместо того, чтобы следовать по дороге, ведущей прямо к Арзеву, генерал Трезель предпочел выйти через ущелья Хабра, в том месте, где эта река, выходящая из болот, носит название Макта. Эмир с первого взгляда заметил ошибку своего противника и бросил всадников занять дефиле. Едва авангард вступил в бой, как на него обрушился град пуль и камней. После неимоверных усилий, постоянно преследуемые противником, французские солдаты в смятении отступили к основным силам армии и устроили величайший беспорядок. Арьергард, внезапно отделившийся от центра, двинулся вперед, присоединившись к голове колонны, и оставил обоз неприкрытым. Затем страх охватил все подразделения, и французов охватила паника. Часть солдат бежала в Арзев разрозненными группами. Оставшиеся были перебиты; алжирцы сложили из их отрубленных голов целую пирамиду.

## Результаты
В результате поражения генерал Камиль Трезель и генерал-губернатор французских владений в Африке Жан-Батист Друэ д’Эрлон были отозваны во Францию, а поражением французов успешно воспользовался Абд аль-Кадир, расширив свою власть в Алжире.